# Victory International
De term Victory Internationals verwijst naar twee reeksen van vriendschappelijke interlands tussen de nationale voetbalelftallen van Engeland, Schotland, Ierland en Wales, die gespeeld werden kort na afloop van de Eerste en Tweede Wereldoorlog. De wedstrijden werden georganiseerd om de overwinning (victory) over de centrale mogendheden en asmogendheden te vieren. De term refereert expliciet naar de wedstrijden die gespeeld werden in vredestijd, in contrast tegen de gespeelde interlands in oorlogstijd. Na afloop van de Tweede Wereldoorlog werden ook tegen België, Zwitserland en Frankrijk Victory Internationals gespeeld.

## 1919-1920
|               |                      |       |                    |                     |
| 22 maart 1919 | Schotland            | 2 – 1 | Ierland            | Ibrox Park, Glasgow |
| 22 maart 1919 | Andrew Wilson ?', ?' |       | 25' Billy Halligan | Ibrox Park, Glasgow |

|               |         |       |           |                       |
| 19 april 1919 | Ierland | 0 – 0 | Schotland | Windsor Park, Belfast |
| 19 april 1919 |         |       |           | Windsor Park, Belfast |

|               |                                  |       |                          |                                                                            |
| 26 april 1919 | Engeland                         | 2 – 2 | Schotland                | Goodison Park, Liverpool Toeschouwers: 45.000 Scheidsrechter: Warner (ENG) |
| 26 april 1919 | Robert Turnbull Sydney Puddefoot |       | James Wright James Bowie | Goodison Park, Liverpool Toeschouwers: 45.000 Scheidsrechter: Warner (ENG) |

|            |                           |       |                                   |                                                                              |
| 3 mei 1919 | Schotland                 | 3 – 4 | Engeland                          | Hampden Park, Glasgow Toeschouwers: 80.000 Scheidsrechter: Joe Jackson (SCO) |
| 3 mei 1919 | Andrew Wilson Alan Morton |       | Arthur Grimsdell Sydney Puddefoot | Hampden Park, Glasgow Toeschouwers: 80.000 Scheidsrechter: Joe Jackson (SCO) |

|                 |                            |       |                  |                                                                          |
| 11 oktober 1919 | Wales                      | 2 – 1 | Engeland         | Ninian Park, Cardiff Toeschouwers: 20.000 Scheidsrechter: Sambrook (WAL) |
| 11 oktober 1919 | Billy Meredith George Wynn |       | Sydney Puddefoot | Ninian Park, Cardiff Toeschouwers: 20.000 Scheidsrechter: Sambrook (WAL) |

|                 |                           |       |       |                                                                                  |
| 19 oktober 1919 | Engeland                  | 2 – 0 | Wales | Victoria Ground, Stoke-on-Trent Toeschouwers: 16.000 Scheidsrechter: Leigh (ENG) |
| 19 oktober 1919 | Bob Whittingham Joe Smith |       |       | Victoria Ground, Stoke-on-Trent Toeschouwers: 16.000 Scheidsrechter: Leigh (ENG) |

## 1945-1946
|             |                                     |       |                                             |                                                                                  |
| 26 mei 1945 | Engeland                            | 2 – 2 | Frankrijk                                   | Wembley Stadium, Londen Toeschouwers: 65.000 Scheidsrechter: George Reader (ENG) |
| 26 mei 1945 | Horatio Carter 10' Tommy Lawton 79' |       | 44' Ernest Vaast 90' (pen.) Oscar Heisserer | Wembley Stadium, Londen Toeschouwers: 65.000 Scheidsrechter: George Reader (ENG) |

|                   |         |                    |          |                                                                                  |
| 15 september 1945 | Ierland | 0 – 1              | Engeland | Windsor Park, Belfast Toeschouwers: 45.061 Scheidsrechter: Peter Craigmyle (SCO) |
| 15 september 1945 |         | 80' Stan Mortensen |          | Windsor Park, Belfast Toeschouwers: 45.061 Scheidsrechter: Peter Craigmyle (SCO) |

|                 |          |               |       |                                                                                       |
| 20 oktober 1945 | Engeland | 0 – 1         | Wales | The Hawthorns, West Bromwich Toeschouwers: 54.611 Scheidsrechter: George Reader (ENG) |
| 20 oktober 1945 |          | Aubrey Powell |       | The Hawthorns, West Bromwich Toeschouwers: 54.611 Scheidsrechter: George Reader (ENG) |

|                  |                            |       |       |                       |
| 10 november 1945 | Schotland                  | 2 – 0 | Wales | Hampden Park, Glasgow |
| 10 november 1945 | William Waddell Jock Dodds |       |       | Hampden Park, Glasgow |

|                 |                                |       |        |                                                                                  |
| 19 januari 1946 | Engeland                       | 2 – 0 | België | Wembley Stadium, Londen Toeschouwers: 85.000 Scheidsrechter: George Reader (ENG) |
| 19 januari 1946 | Robert Brown 13' Jesse Pye 24' |       |        | Wembley Stadium, Londen Toeschouwers: 85.000 Scheidsrechter: George Reader (ENG) |

|                 |                                            |       |                                          |                                                                              |
| 23 januari 1946 | Schotland                                  | 2 – 2 | België                                   | Hampden Park, Glasgow Toeschouwers: 48.830 Scheidsrechter: Joe Jackson (SCO) |
| 23 januari 1946 | Jimmy Delaney 53' Jimmy Delaney 89' (pen.) |       | 64' Victor Lemberechts 76' Freddy Chaves | Hampden Park, Glasgow Toeschouwers: 48.830 Scheidsrechter: Joe Jackson (SCO) |

|                 |            |       |                               |                                                                             |
| 2 februari 1946 | Ierland    | 2 – 3 | Schotland                     | Windsor Park, Belfast Toeschouwers: 53.000 Scheidsrechter: D. Maxwell (NIR) |
| 2 februari 1946 | Davy Walsh |       | Billy Liddell George Hamilton | Windsor Park, Belfast Toeschouwers: 53.000 Scheidsrechter: D. Maxwell (NIR) |

|               |               |       |          |                                                                                   |
| 13 april 1946 | Schotland     | 1 – 0 | Engeland | Hampden Park, Glasgow Toeschouwers: 139.468 Scheidsrechter: Peter Craigmyle (SCO) |
| 13 april 1946 | Jimmy Delaney |       |          | Hampden Park, Glasgow Toeschouwers: 139.468 Scheidsrechter: Peter Craigmyle (SCO) |

|            |       |             |         |                                                                              |
| 4 mei 1946 | Wales | 0 – 1       | Ierland | Ninian Park, Cardiff Toeschouwers: 45.000 Scheidsrechter: G.O. Hancock (WAL) |
| 4 mei 1946 |       | Paddy Sloan |         | Ninian Park, Cardiff Toeschouwers: 45.000 Scheidsrechter: G.O. Hancock (WAL) |

|             |                                        |       |                        |                                                                                      |
| 11 mei 1946 | Engeland                               | 4 – 1 | Zwitserland            | Stamford Bridge, Londen Toeschouwers: 75.000 Scheidsrechter: Charles Delasalle (FRA) |
| 11 mei 1946 | Raich Carter Robert Brown Tommy Lawton |       | Hans-Peter Friedlander | Stamford Bridge, Londen Toeschouwers: 75.000 Scheidsrechter: Charles Delasalle (FRA) |

|             |                                                       |       |                 |                                                                              |
| 15 mei 1946 | Schotland                                             | 3 – 1 | Zwitserland     | Hampden Park, Glasgow Toeschouwers: 111.899 Scheidsrechter: P. Stevens (ENG) |
| 15 mei 1946 | Billy Liddell 25' Billy Liddell 28' Jimmy Delaney 35' |       | 1' Georges Aeby | Hampden Park, Glasgow Toeschouwers: 111.899 Scheidsrechter: P. Stevens (ENG) |

|             |                                  |       |                 | |
| 19 mei 1946 | Frankrijk                        | 2 – 1 | Engeland        | Stade olympique Yves-du-Manoir, Colombes Toeschouwers: 58.481 Scheidsrechter: Eugenio Scherz (SUI) |
| 19 mei 1946 | Jean Prouff 54' Ernest Vaast 78' |       | 80' Jimmy Hagan | Stade olympique Yves-du-Manoir, Colombes Toeschouwers: 58.481 Scheidsrechter: Eugenio Scherz (SUI) |